# Вахто
Вахто (фін. Vahto) — колишня громада у Фінляндії, розташована в провінції Західна Фінляндія, у регіоні Південно-Західна Фінляндія. З 2009 року входить до складу муніципалітету Руско.

## Історія та сучасність
Первісно Вахто входила до складу приходу Руско, і в той час її називали Пуу-Руско (фін. Puu-Ruskoksi) або Лісовим Руско (фін. Ruskon korveksi). Як окрема громада Вахто почала існувати у 1870-х роках, коли було проведено перші муніципальні збори.
На початку 2009 року муніципалітет Вахто було об'єднано з Руско. У зв'язку з цим герб Вахто став новим гербом об'єднаного муніципалітету Руско. Сусідніми громадами Вахто до її ліквідації були Аура, Маску, Мюнямякі, Ноусіайнен, Пьовтюя, Руско, Турку та Юляне. Найпівнічнішою точкою Вахто була Куганкуоно — історичний межовий пункт, що колись належав одразу вісьмом громадам.
На території Вахто розташовані великі площі піщаних ґрунтів та значні запаси високоякісних підземних вод. Крім того, в межах громади існує кілька природних боліт. Одним із найбільших роботодавців у Вахто є автокузовний завод Virtanen.

## Села
На території Вахто розташовані такі села: Аскайнен, Аувайнен, Хеммола, Гюркьойнен, Інкінен, Ярвійокі (частково поділяє з Тортінмякі), Каутранта, Кієріккала, Койвісто, Кюлямякі, Лаукола, Лавамякі, Парікка, Пейярі, Рійттіо, Сеппяля, Сілвола, Сюсімякі.

## Відомі уродженці Вахто
- Мауно Юссіла(інші мови) — депутат парламенту та міністр
- Калеві Кейянен(інші мови) — піонер організованого туризму
- Тауно Лауріла(інші мови) — лісівник, почесний радник лісового господарства
- Конрад Лехтімякі(інші мови) — письменник
- Вернер Лехтімякі(інші мови) — один з керівників червоної гвардії
- Сату Салонен(інші мови) — лижниця

## Культура

### Говір
Місцевий говір базується на північному варіанті південно-західного фінського діалекту. Діалект Вахто належить до північної групи південно-західних говірок, підгрупи Маску.

### Кулінарна культура
У 1980-х роках традиційними стравами Вахто були визнані холодець зі свинячої голови та булка з молоком.